# Dominique Preschez
Vous pouvez aider à l'améliorer ou bien discuter des problèmes sur sa page de discussion.
- Il ne cite pas suffisamment ses sources. Vous pouvez indiquer les passages à sourcer avec {{référence nécessaire}} ou {{Référence souhaitée}}, et inclure les références utiles en les liant aux notes de bas de page. (Marqué depuis février 2014)
- Il a besoin d'un nouveau plan. (Marqué depuis mars 2014)

- Archive Wikiwix
- Bing
- Cairn
- DuckDuckGo
- E. Universalis
- Gallica
- Google
- G. Books
- G. News
- G. Scholar
- Persée
- Qwant
- (zh) Baidu
- (ru) Yandex
- (wd) trouver des œuvres sur Wikidata

Dominique Preschez, né le 26 juin 1954 à Sainte-Adresse et mort le 24 avril 2021 à Cricquebœuf,,, est un écrivain et musicien français, à la fois poète, essayiste, organiste et compositeur.

## Biographie
Dominique Preschez est né le 26 juin 1954 à Sainte-Adresse, en Normandie. Il s’initie à la musique avec Max Pinchard au Havre, et à l’orgue avec l’abbé Roger Chaudeur, à Lisieux, avant de terminer ses études à la Schola Cantorum de Paris, dont il est lauréat.
Les enseignements reçus, entre 1968 et 1972, de Jean Langlais pour l’interprétation et l’improvisation à l’orgue, de Germaine Tailleferre en harmonie et piano, de Yvonne Desportes en contrepoint et fugue, et de Michel Guiomar en musicologie, l'ont conduit à travailler l’orchestration et la composition avec Henri Sauguet. Son ami Jean-Louis Florentz le conforte dans son chemin vers la composition. Il étudie toutes les esthétiques de ses contemporains compositeurs au travers d’œuvres de Jean Guillou, André Boucourechliev, André Jolivet. Ses préférences vont de Béla Bartók, Charles Ives, Edgar Varèse, à Henri Dutilleux en passant par Pierre Boulez, ou Didier Lockwood. À 38 ans, il s’adonne à la composition musicale. Il donne des concerts d’orgue dans toute la France et à l’étranger en tant qu’interprète et improvisateur. Compositeur de plus de cent numéros d’opus, son catalogue compte des œuvres sacrées répondant à son engagement d’organiste liturgiques, musiques de chambre, symphonies, concertos, œuvres pédagogiques, musiques de scène (La voix humaine de Jean Cocteau, les Sonnets de Shakespeare), trois musiques de films (Le Gâteau, le Grand Cerf et un siècle à Deauville). Plusieurs compositions ont été créées par les solistes et amis :les sopranis Caroline Casadesus et Isabelle Panel, les pianistes Annette Chapellière (dédicataire de deux œuvres), Noël Lee, Raphaël Drouin, Yannaël Quenel, le violoniste Jason Meyer, le trompettiste Thierry Caens, la harpiste Bertile Fournier, le comédien Jean Piat et la femme de lettres Andrée Chédid, le Quintette Monsolo, Quatuor Via Nova, Diastema, les Petits Chanteurs de Fourvière entre autres…
Il a également écrit des transcriptions intégrales d’œuvres jamais jouées sur orgue comme la 5e Symphonie de Beethoven, le Boléro de Maurice Ravel, la Symphonie no 8 dite "Inachevée" de Franz Schubert.
Il participe à des manifestations telles que les "Printemps des Poètes" accompagnant les narrateurs au piano, ou lors de festivals comme Dieulefit (invité depuis sa création) et Die (Drôme) où il conçoit deux spectacles : l’un, Hommage à Witold Gombrowicz pour orgue et deux comédiens (Jean-Claude Dreyfus et Fabrice Carlier), l’autre, Improvisation Cinématographique où, au piano, il suivit à l’aveugle "Aelita" un long métrage muet de 1924. Il participe également à des œuvres picturales contemporaines (Michèle Moreau, Léo Baron…) ou impressionnistes (William Turner, Eugène Boudin, Caspar David Friedrich).
Chevalier de l’ordre des Arts et Lettres, cet artiste « pluridisciplinaire », titulaire d’une maîtrise de Lettres classiques à l’Université Paris VIII-Vincennes, s’est livré à l’expression littéraire jusqu’à l’âge de 35 ans. Il a notamment publié de nombreux ouvrages - romans, poésies, essais et théâtre -, aux éditions Seghers/Laffont, Fata Morgana, Berger-Levrault et Complexe, et obtenu le Premier Prix Pierre-Jean Jouve en 1984, pour l’ensemble de son œuvre. Ponctuellement, Dominique Preschez écrit également pour diverses publications comme le Centre havrais de recherche historique (en septembre 2006 : Arthur Honegger, un Helvète alémanique en Normandie,  recueil no 64), Les Nouvelles du Havre (2003 Havre de Regrets et de Grâce, éditions des Falaises  -collectif), mais aussi dans nombre de recueils.Passionné de cinéma d’Hitchcock (Caméra/Stylo 1981, Tout commence par la fin 117-119), il rend hommage à Pasolini en écrivant Lunapark (composition figurant sur Soleils noirs).
Il est également éditeur (Jude Stéfan, Bernard Delvaille, Édouard Boubat), mais aussi traducteur (Yadollah Royaï traduction du persan éditions l’Œil Écoute (1994), Colloque Fondation Royaumont) conteur ou conférencier (Tarbes : "Borges, la littérature sud-américaine et le Tango", Magny-en-Vexin : De la Résurrection... à la Création).
Il a résidé à Deauville jusqu'à la fin de sa vie, et était titulaire de 1998 à 2011 du grand orgue Haepfer-Ermann,

## Œuvres

### Publications
- À Nouveau, les Oiseaux, Seghers, 1979
- Le Pavillon solaire, illustré par Louis Levacher, Fata Morgana, 1979
- L'Ombre de l’autre, avec Édouard Boubat, Berger-Levrault, 1979
- L'Enfant nu, Seghers, 1981
- Poème de Samuel, Seghers, 1984
- Une nuit, sous la mer..., Les Cahiers des Brisants, 1984
- Vers le soir, Passages, 1985
- Les Fenêtres de Boubat, avec Michel Butor, Argraphie, 1993
- L’Atelier d’Édouard, Fata Morgana, 1994
- Le Dernier Quatuor, Seghers, 1994
- Carnets d’Amérique, avec Édouard Boubat, Complexe, 1995
- La Messe du port, Le Métaphore, Lille, 1996
- Collection d’hiver (aphorismes),  Tirage(s) limité(s), 2007
- Le Trille du diable, Éd. Tinbad, 2018
- Parlando, coll. « La diagonale de l'écrivain », Z4 Éditions, 2020

### Discographie
- Confrontation Orgue et Poésie, improvisations à l’abbaye de Fécamp, Dominique Preschez interprète ses œuvres, Yves Lemoine dit par Vicky Messica, vinyle 33 tours 01YLDP72.500 Stéréo/Lemoine éditeur.
- Trois Fables en Une, pour orchestre et soprano (Isabelle Panel) par l’Ensemble Instrumental Bernayen, direction Jean-Yves Fouqueray, CD, décembre 1998.
- Improvisations-Passions, à l’orgue de Deauville, Dominique Preschez, CD DP001, 1999.
- Deauville Symphonie pour orchestre, orgue et soprano par l'Ensemble Boieldieu, direction Thierry Pelicant, CD DP002 "Les Amis de l’orgue de Deauville", 2000.
- Abbatiale des Anges, concerto pour Piano par l’Ensemble Instrumental Bernayen, soliste Annette Chapellière, direction Joachim Leroux, CD "Tirage(s) limité(s)", 2002.
- Rythmes, pour orgue et récitant, sur des textes d’Andrée Chedid, lus par Jean Piat, et Dominique Preschez à l’Orgue de Saint-Martin de Boscherville, CD "ATAR", 2003.
- Passion à visage d’homme  pour orchestre et soprano (Caroline Casadesus) par l’ensemble Albert Beaucamp/Nouvel Orchestre de Rouen direction Joachim Leroux. Enregistrement"live" Festival Eclat Dieulefit (26). Monologue Harold David. CD TL.DP.HD.02 "Tirage(s) Limité(s)", 2004
- Ave Maria, par le Coro de Câmara de Lisboa, direction Teresita Gutierrez Marques, CD "Tirage(s) limité(s)".
- Soleils Noirs, œuvres pour cordes et solistes, avec Caroline Casadesus, Jason Meyer, Le Nouvel orchestre de chambre de Rouen et le Quatuor Via Nova, direction musicale Joachim Leroux, CD "Ames/Harmonia Mundi", 2006.
- Travel Organ, Œuvres transcrites pour orgue (I-II-III-IV-V-VII-IX-XI) et improvisations (VI-VIII-X-XII). Orgue & Transcriptions Dominique Preschez. CD Concerts Production Management "Musique&Mouvement" 2007
- Messe des Paroisses dite de Saint-Augustin Chœur de Rouen Haute-Normandie, Nouvel orchestre de chambre de Rouen, Caroline Casadesus soprano, Jean-Pierre Cadignan Baryton, Joachim Leroux Direction.CD TL.DP.03 "Tirages Limité(s)" 2007
- Escales & Paysages Orchestre André Messager/Direction Thierry Pélican, Piano Raphaël Drouin, Récitant Dominique Preschez, livret D. Preschez, musique D. Preschez & T. Pélican. Double CD EC0311"Ensemble&Création/N.Galtier
- No Man's Land Œuvres pour ensemble à cordes Ensemble Monsolo (du quintette au duo) et piano Laurent Molines. CD Polymnie 580 591, 2012

mélodies & concertos Œuvres pour orchestre (André Messager Direct.Thierry Pélican), accordéon (Yannick Rogar), voix (Élise Chauvin) guitare (Sébastien Llinarès) CD Polymnie 2018
- BEKLEMNT Double DVD: concert (St Eustache/Paris), entretiens et clips. "Ensemble & Création" 2008 - 5 "Diapason" (Diapason mars 2009)

### Compositions

#### Musique orchestrale
- Symphonies :
  - Spontasme (orchestre, 1972)
  - Trois Fables en Une (orchestre et soprano, 1997)
  - Deauville Symphonie (orchestre, orgue et soprano, 2000)
- Concertos :
  - l’Abbatiale des Anges, concerto no 1 piano et orchestre (2002)
  - Lily Concerto, harpe et cordes (ou orgue) (2004)
  - Lunapark, violon et orchestre (2005)
  - Court Métrage, accordéon et orchestre (2014)
- Autres :
  - Tupac in memoriam, pour orchestre à cordes et récitant (1999)
  - Santa Maria, orchestre à cordes (2001)
  - Heimatlos, solistes, chœurs, cor, hautbois, flûte, cornet, piano, 9 cordes (2004),
  - Porte Océane, orgue et Brass Band (2004)
  - Capriccio, piano et orchestre (2006)
  - Trois Eaux-Fortes, pour deux hautbois, deux clarinettes, deux bassons, deux cors, harpe et contrebasse (2007)
  - A.D.I.E.U, pour douze solistes et orgue (2008) (3 sopranos, 3 altos, 3 ténors, 3 basses)
  - I.N.V.I.O.L.A.T.A -pour chœur mixte et orchestre (2009)
  - Escales & Paysages, pour récitant, piano, et orchestre création Orchestre A. Messager/Dir. Th. Pélican, Raphaël Drouin piano, D. Preschez récitant (2011)

Fondants à la ViennoiseSylvain Durantel alto, Emmanuel Christien piano, récitant François Castang (2016)

#### Musique vocale
- Messes :
  - Petite messe, orgue et quatre voix mixtes (2001)
  - Messe des Paroisses, orchestre, orgue, soprano, baryton, chœurs et assemblée (2006)
- Œuvres chorales :
  - Ave Maria -pour douze voix a cappella (2001)
  - Tango Dieulefit, pour chœur d’enfants et piano (2006)

#### Musique de chambre
- Quintette :
  - C.I.E.L.S., quintette à cordes (deux violons, alto, violoncelle et contrebasse), trois mouvements d’après des œuvres de Turner, Boudin, C.D. Friedrich création Quintette Monsolo (2008)
  - Sur le nom de Dylan Thomas, pour cor anglais et quatuor à cordes (2001)
- Quatuors :
  - Quatuor Nomade, pour quatuor à cordes (2004)
  - Suite française, TIM catégorie composition, hautbois, clarinette, saxophone et basson (2004)(aussi version 4 saxophones)
  - D’un mouvement d’archets, pour quatuor à cordes (création Via Nova 2009)
- Trios :
  - Trio Nomade
  - Trio de Angelis, flûte, clarinette, violoncelle (1995)
  - Tombeau de Jacques Cartier, piano, hautbois et clarinette
  - D’un moulin l’autre, flûte, clarinette et violoncelle (1999)
- Duos :
  - Comme avec une femme, piano, violon ou clarinette
  - Deauville Croq'Notes, pour deux harpes ou deux harpes celtiques (1998)
  - Shakespeare's Sonnets, pour orgue et soprano (2002)
  - Concertino, pour orgue et harpe (2003)
  - Rythmes, orgue et récitant (2004)
  - Passion à visage d’homme, orgue et soprano (2004)
  - Vais'revana, pièce pour orgue et trompette, David Enhco (2007)
  - Ainsi Vairavana, pour orgue et trompette Thierry Caens (2008)
  - Lignes de fuite, violon et alto (2009) création; Samika Honda et Sylvain Durantel (membres du Quintette Monsolo)
  - Deauvilleconcerto (150e anniversaire Deauville), duo pour grand orgue et piano (août 2010), création Françoise Levèchin-Gangloff orgue et Danielle Laval (piano)
- Pour instrument seul :
  - Au-delà du miroir, piano (1974)
  - Treize Épinglés, piano (1979)
  - Frontalières, clarinette solo (1996)
  - Le Naufrage du Deutschland, piano (1997)

### Autres
- Transcriptions pour orgue :
  - Ve Symphonie L.V.Beethoven (2007)
  - Boléro de Maurice Ravel (2009)
  - Symphonie no 8 en si mineur "Inachevée" F.Schubert (2010)
- Comédies musicales :
  - Ali Baba et les 40 voleurs, orchestre et récitant (1999)
  - Riquet à la Houppe et le Chat Botté, piano, violon, cor et récitant (2004)
- Improvisations :
  - Confrontation orgue et poésie (1971)
  - Improvisations Passions, orgue (1999)

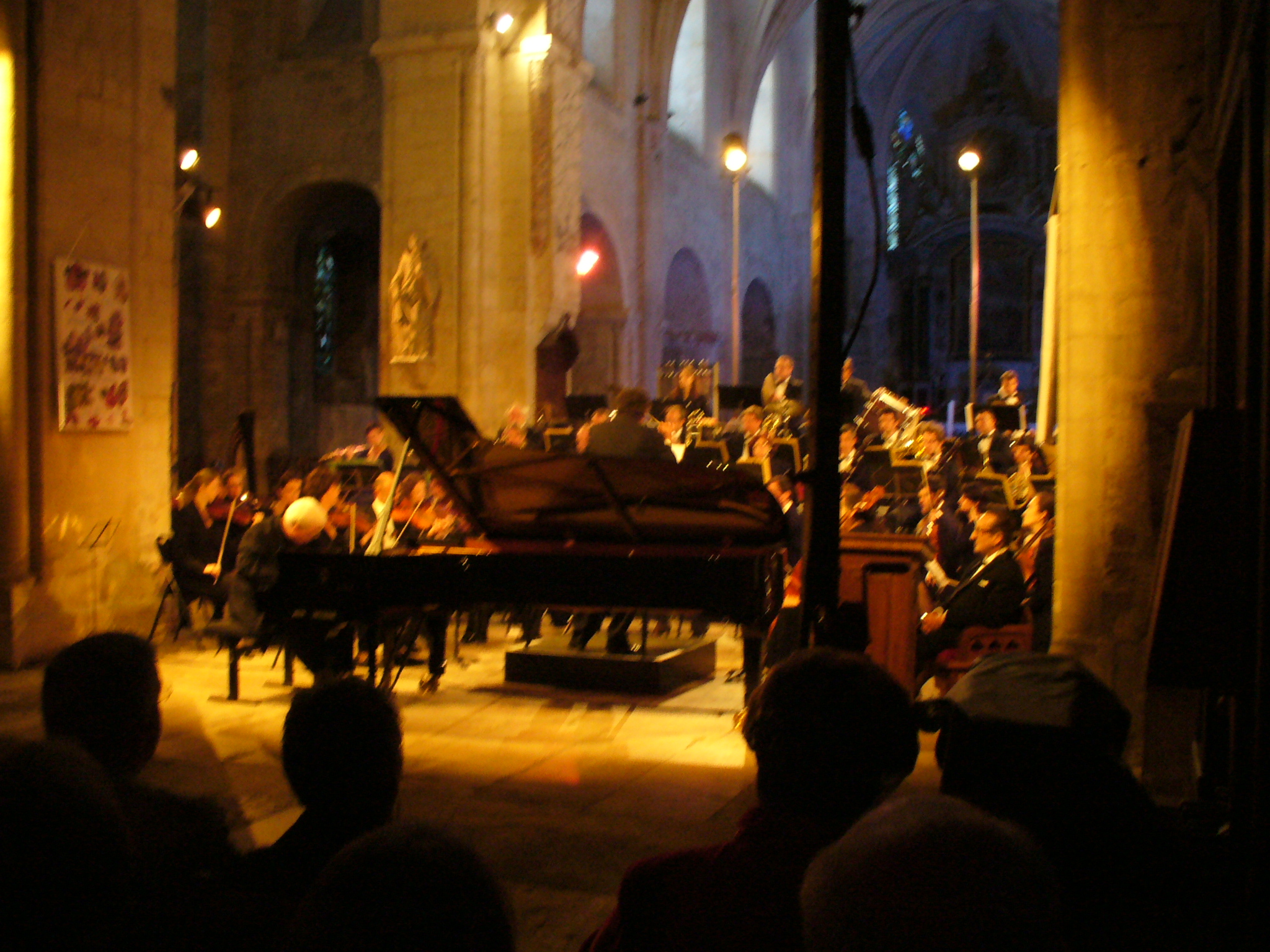
Abbatiale de Montivilliers

  - Danses, orgue (1999)
  - Impasse de la mer, piano (2002)
  - Cathédrales
  - Isto tempo della fuga
  - Solstices
  - Stele, orgue (2007)